# Heinz-Nixdorf-Gesamtschule
Die Heinz-Nixdorf-Gesamtschule ist eine Gesamtschule in der ostwestfälischen Stadt Paderborn. Sie wurde nach dem Computerpionier und Unternehmer Heinz Nixdorf benannt.

## Geschichte
Die Schule wurde 2012 gegründet.

## Schulleitung
- 2012–2021: Andrea Reck
- seit 2021: Lars Schröder[4]